# Zijad Gračić
Zijad Gračić (Kakanj, 7. ožujka 1959.), hrvatski i bosanskohercegovački kazališni, filmski i TV glumac.

## Filmografija

### Televizijske uloge
- "Blago nama" kao Borisov šef (2021.)
- "Kad susjedi polude" kao ministar (2018.)
- "Pogrešan čovjek" kao Zdenko Lukić (2019.)
- "Na granici" kao odvjetnik Ladislav Banac (2018.)
- "Čista ljubav" kao Ercegović (2018.)
- "Der Kroatien-Krimi" kao Dr. Grivanović (2016.)
- "Novine" kao Martin Vidov (2016. – 2020.)
- "Stipe u gostima" kao Lovrić (2014.)
- "Počivali u miru" kao inspektor Branko (2013. – 2015.)
- "Larin izbor" kao Inspektor (2012. – 2013.)
- "Pod sretnom zvijezdom" kao Egon Martinović (2011.)
- "Ples sa zvijezdama" kao Zijad Gračić (2010.)
- "Dolina sunca" kao Nikola Bukovac (2009. – 2010.)
- "Žene s broja 13" kao premijer (2009.)
- "Bitange i princeze" kao Siniša Krvavica Njasvi (2009.)
- "Zakon ljubavi" kao Zvonimir Perković (2008.)
- "Ponos Ratkajevih" kao Josip Jurić (2007. – 2008.)
- "Urota" kao premijer Brnas (2007.)
- "Obični ljudi" kao Ante Dragan (2006. – 2007.)
- "Ljubav u zaleđu" kao Franjo "Frenki" Fisher (2005. – 2006.)
- "Zabranjena ljubav" kao Tomislav Kos (2004.)
- "Ptice nebeske" kao Grof (1989.)
- "Putovanje u Vučjak" kao Tomo Pintarić (1986.)
- "Inspektor Vinko" (1984.)
- "Zamke" kao križar (1983.)
- "Nepokoreni grad" (1981.)

### Filmske uloge
- "Djeca jeseni" kao Markov otac (2012.)
- "Lea i Darija" kao Dušan Žanko (2011.)
- "Zapamtite Vukovar" (2008.)
- "Slučajna suputnica" (2004.)
- "Ispod crte" kao Elio (2003.)
- "Sedma kronika" kao policajac (1996.)
- "Stela" kao Edo (1990.)
- "Na kraju puta" (1987.)
- "Eter" (1985.)
- "Horvatov izbor" (1985.)
- "Zadarski memento" kao Reinald de Generis (1984.)
- "Ifigenija u Aulidi" (1983.)

### Sinkronizacija
- "Auti 2" kao Flin McFin [Michael Caine] (2011.)
- "Zmajevi Vatre i Leda" kao kralj Siddari (2005.)

### Kazališne uloge
- Aiax - Aiaxia Radovana Ivšića, r. Vlado Habunek, 1983.;

- Acaste/Basque - Mizantrop Molièrea, r. Miro Međimorec, 1983.;

- Roderigo – Otelo Williama Shakespearea, r. Mladen Škiljan, 1984.;

- Afranije – Majstor i Margarita Mihaila Bulgakova, r. Horea Popescu, 1985.;

- Ivan Brlek – Na kraju puta Marijana Matkovića, r. Georgij Paro, 1985.;

- Kustos galerije – Bard Antuna Šoljana, r. Tomislav Radić, 1987.;

- Grof Šandor – Hipohondrijakuš iliti Misli bolesnik nepoznatih autora, r. Krešimir Dolenčić, 1987.;

- Hector – Ples lopova Jeana Anouilha, r. Vlado Habunek, 1987.;

- Viktor Emanuel III. – Mora Tomislava Bakarića, r. Ivica Kunčević, 1988.;

- Učitelj - Strogo kontrolirani vlakovi Bogumila Hrabala, r. Zdenĕk Kaloč, 1989.;

- Paris – Troilo i Kresida Williama Shakespearea, r. Ivica Kunčević, 1990.;

- Mihail Aleksandrič Rakitin – Mjesec dana na selu Ivana S. Turgenjeva, r. Georgij Paro, 1990.;

- Drugi delegat – Asanacija Vaclava Havela, r. Radovan Marčić, 1990.;

- Max, muškarac – Svadba Eliasa Canettija, r. Joško Juvančić, 1990.;

- Đilas – Andrija Hebrang Anđelko Vuletić, r. Petar Šarčević, 1991.;

- Srdovlad – Teuta Dimitrija Demetera, r. Kosta Spaić, 1991.;

- Dvorski ministar unutrašnjih poslova – Dioklecijanova palača Antuna Šoljana, r. Leo Katunarić, 1992.;

- Dilaver – Osman Ivana Gundulića, r. Georgij Paro, 1992.;

- Baltazar – Betlehemska zvijezda Marka Vetranovića-Vojmila Rabadana, r. Petar Šarčević, 1992.;

- Balaj – Propast Magnuma Ivana Aralice, r. Ivica Kunčević 1993.;

- Adraste – Iluzija Pierrea Corneillea, r. Božidar Violić, 1993.;

- Carluccio, sopranist Impresario iz Smirne Carla Goldonija, r. Paolo Magelli, 1993.;

- Političar/Sudac u ludnici/Muškarac iz sna – Pir ivanjskih krijesnica Ivana Aralice, r. Ozren Prohić, 1994.;

- Jure, otočki težak – Potopljena zvona Ive Brešana, r. Kosta Spaić, 1994;

- Svećenik/Bernardo – Hamlet Williama Shakespearea, r. Joško Juvančić, 1994.;

- Egist – Trilogija o Agamemnonu Lade Kaštelan prema Euripidu i Eshilu, r. Ivica Kunčević, 1995.;

- Mladi Siward – Macbeth Williama Shakespearea, r. Jakov Sedlar, 1995.;

- Kor – Antigona Jeana Anouilha, r. Petar Šarčević, 1995.;

- Stanko – Kletva Augusta Šenoe, r. Želimir Mesarić, 1995.;

- Maksim, graničar – Sin domovine Augusta Cesareca, r. Želimir Mesarić, 1996.;

- Liječnik – Tramvaj zvan žudnja Tennesseeja Williamsa, r. Steven Kent, 1997.;

- Oswald – Kralj Lear Williama Shakespearea, r. Ivica Kunčević, 1998.;

- Kadija iz Imotskog - Hasanaga Tomislava Bakarića, r. Marin Carić, 1999.;

- Ribar – Dubravka Ivana Gundulića, r. Petar Selem, 1999.;

- Josip zvan Miguel – Što je muškarac bez brkova Ante Tomića, r. Aida Bukvić, 2001.;

- Emir – Dvije Tene Štivičić, r. Tea Gjergjizi Agejev, 2003.;

- Fulgenzio -Trilogija o ljetovanju Carla Goldonija, r. Janusz Kica, 2003.;

- Tebaldo – Romeo i Julija Williama Shakespearea, r. Petar Veček, 2003.;

- Žandar – Octopussy Ivana Vidića, r. Ivica Boban, 2003.;

- Latto, sudac – Korupcija u palači pravde Uge Bettija, r. Joško Juvančić, 2005.;

- Liko/Smrt – Heraklo-Alkestida Euripida, r. Ozren Prohić, 2004.;

- Vrag – Prosidba Antona P.Čehova-Zlatka Boureka, r. Zlatko Bourek, 2005.;

- Dugi Nos/ Lessandro/Kapetan – Dundo Maroje Marina Držića, r. Ozren Prohić, 2007;

- Gubac – San ljetne noći Williama Shakespearea, r. Dora Ruždjak Podolski, 2007.

- Oberon – Park Bothe Straussa, r. János Szikora, 2007.;

- Oscar Gilder, Sudac (snimljeno) - I konje ubijaju, zar ne? Horacea McCoya/Ivice Boban, r. Ivica Boban, 2008.;

- Georges Danton - Dantonova smrt Georgea Büchnera, r., scen. i kost. Hansgünther Heyme, 2009.

- Osric – Hamlet Williama Shakespearea, r. Ivica Kunčević, 2009.

- Učitelj filozofije - Građanin plemić Jeana-Baptistea-Poquelina Molièrea – Jeana- Baptistea Lullyja, r. Krešimir Dolenčić, 2009.

- Ivo - Adagio Lade Kaštelan, r. Marina Petković Liker, 2010.

- Glumac, Vladimir Lunaček - Zagorka Ivice Boban, red. Ivica Boban, 28.1.2011.

- Grof – Mirandolina Carla Goldonija, red. Saša Broz, 20.10.2011. (Zadar)

- Pripovjedač - Postolar od Delfta Blagoja Berse, d. Ivan Josip Skender, r. Krešimir Dolenčić 19.10.2012.

- Friseur - U znaku vage – Karneval Ranka Marinkovića, red. Helena Petković, 22.2.2013.
- Zlati Kum - Skup - Marin Držić, KMD Dubrovnik (2017)

Uloge na drugim pozornicama: 
Dubrovačke ljetne igre 
- Agamemnon – Hekuba Marina Držića, r. Ivica Boban; Negromant/Popiva - Dundo Maroje Marina Držića, r. Krešimir Dolenčić; Gospar Lukša - Dubrovačka trilogija Ive Vojnovića, r. Joško Juvančić, Skup Marina Držića i dr.

## Nagrada
- Nagrada Mila Dimitrijević za najbolju mušku ulogu u sezoni 2008./2009. za ulogu Georgesa Dantona u predstavi Dantonova smrt Georgea Büchnera u izvedbi ansambla Drame HNK, 2009.

## Vanjske poveznice
- Zijad Gračić u internetskoj bazi filmova IMDb-u (engl.)
- Stranica na HNK.hr  Arhivirana inačica izvorne stranice od 5. listopada 2009. (Wayback Machine)